# Букијанико
Букијанико (итал. Bucchianico) је насеље у Италији у округу Кјети, региону Абруцо.
Према процени из 2011. у насељу је живело 1702 становника. Насеље се налази на надморској висини од 300 м.

## Становништво
Према резултатима пописа становништва 2011. у општини је живело 5.221 становника.
| 1931. | 1936. | 1951. | 1961. | 1971. | 1981. | 1991. | 2001. | 2011. |
| ----- | ----- | ----- | ----- | ----- | ----- | ----- | ----- | ----- |
| 5.545 | 5.817 | 6.142 | 5.092 | 4.234 | 4.368 | 4.805 | 4.941 | 5.221 |